# Poedersteeltje
De poedersteeltje (Inocybe petiginosa) is een schimmel behorend tot de familie Inocybaceae. Hij leeft vormt ectomycorrhiza vormend met loofbomen,Fagus en Eik (Quercus) in bossen en lanen, meestal op leem, soms op zand of klei.

## Kenmerken

### Uiterlijke kenmerken
Hoed
De diameter is 1 cm, zelden tot 2 cm. De vorm is aanvankelijk conisch, daarna wijd verspreid met een kleine, brede umbo. De rand is aanvankelijk licht opgerold en blijft lange tijd enigszins vezelig en wollig. Het oppervlak is glad, alleen op de umbo is het wollig en vezelig, oudere vruchtlichamen zijn vrij glad. De kleur is licht oker, grijsbeige of lichtbruin, vooral in het centrum. Fijne witachtige vezels geven de hoed een grijze tint.
Lamellen
De lamellen zijn aangehecht aan de steel of vrij. De kleur is aanvankelijk romig geelachtig, daarna lichtbruin. De bladen zijn geelachtig.
Steel
De steel heeft een lengte van 1,5-3 cm (zelden 4 cm). De dikte is 0,2 cm. De steel is stevig, cilindrisch, soms met een verdikte basis. Het oppervlak is over de gehele lengte okerbruin tot okerkleurig en korrelig.
Vlees
Het vlees is iets bruin, donkerder in de steel, met een zure smaak en geen geur.

### Microscopische kenmerken
De sporen zijn knobbelig en meten 6,5–8 × 4–6 µm. De cheilocystidia en pleurocystidia zin 50–70(–90) × 10–16 µm en wanden tot 3 µm dik met kristallen, gelig van binnen. Caulocystidia vergelijkbaar, maar geelwandig en dunner wandig.

## Verspreiding
Het poedersteeltje komt voor in  Noord-Amerika en Europa. In Nederland komt het vrij algemeen voor.